# ČSD T 448.0 sorozat
A ČSD T 448.0 egy csehszlovák Bo'Bo' tengelyelrendezésű dízelmozdony-sorozat. A ČKD gyártotta 1973 és 1989 között. Összesen 620 db készült belőle. Csehszlovákia felbomlása után a mozdonyok a ČD-hez mint ČD 740 és a ŽSSK-hoz, mint ŽSSK 740 kerültek.